# Blood, Sweat and Tears
Blood, Sweat and Tears è il nono album in studio del cantante country Johnny Cash, ed è il suo nono album ad essere pubblicato dalla Columbia Records. È stato originariamente pubblicato nel febbraio 1963 ed è poi stato ripubblicato l'11 ottobre 1994, dall'etichetta Sony, senza bonus track.

## Il disco
Il tema centrale di Blood, Sweat and Tears è il lavoro, inteso come attività umana, nella sua più materiale e fisica concezione, senza divagazioni metaforiche.
Nell'album, Cash prende in esame principalmente il lavoro di tutti coloro che hanno contribuito a posare le ferrovie degli Stati Uniti, soprattutto nel brano di apertura dell'LP, The Legend of John Henry's Hammer, traditional arrangiato da Cash in modo tale da ampliare la sua durata a ben otto minuti e mezzo, dove si narra di un operaio che, grazie ad un martello prodigioso, batte in una gara di velocità una macchina stendi-rotaie automatica che avrebbe altrimenti causato la perdita del posto di lavoro degli altri operai. Lo sforzo causato dalla competizione con il macchinario causerà la morte di John Henry, segnando però la vittoria dell'uomo sulla macchina.
Seguono Tell Him I'm Gone, un brano originale di Cash, simile ad una sorta di "spiritual moderno", che esprime il desiderio di libertà di un prigioniero che è riuscito a fuggire dal dispotico capo dei lavori forzati ai quali era costretto; Another Man Done Gone, un duetto "a cappella" con Anita Carter, dove invece il prigioniero in fuga viene raggiunto ed impiccato ad un albero, lasciando che i suoi figli lo vedano morto; Busted, interpretazione del brano scritto dal "song writer" Harlan Howard sui periodi di restrizioni economiche; Casey Jones, classico riarrangiato da Cash sulla storia vera di un macchinista protagonista di un incidente ferroviario; Nine Pound Hammer, scritto da Merle Travis, autore anche di Sixteen Tons, sul sovraccarico del lavoro in miniera; ...This nine pound hammer is a little too heavy for my size... e Chain Gang, sempre sulla durezza e la crudeltà dei lavori sulle ferrovie; Waiting for a Train, classico country che parla di un vagabondo evitato da tutti che utilizza i treni come mezzi di trasporto, ed infine Roughneck, sulla vita di un lavoratore dal temperamento teppista.
Blood, Sweat and Tears fa parte della serie di album riguardanti il popolo americano, cominciata con Ride This Train. Le altre pubblicazioni della serie sono: Bitter Tears: the Ballads of the American Indians, Johnny Cash Sings the Ballads of the True West, From Sea to Shining Sea, America: a 200 Years Salute e The Rambler. Verranno tutti inclusi nel cofanetto Come Along and Ride This Train, pubblicato dall'etichetta tedesca "Bear Family".

## Tracce
1. The Legend of John Henry's Hammer - 8:26 - (Traditional arr. da Johnny Cash e June Carter)
2. Tell Him I'm Gone - 3:03 - (Johnny Cash)
3. Another Man Done Gone (with Anita Carter) - 2:35 - (Vera Hall, Alan Lomax, John Lomax, Ruby Tartt)
4. Busted - 2:17 - (Harlan Howard)
5. Casey Jones - 3:02 - (Lawrence T. Seibert - Ernie Newton)
6. Nine Pound Hammer - 3:15 - (Merle Travis)
7. Chain Gang - 2:45 - (Harlan Howard)
8. Waiting for a Train - 2:06 - (Jimmie Rodgers)
9. Roughneck - 2:11 - (Sheb Wooley)

## Musicisti
- Johnny Cash - Voce, Chitarra
- Luther Perkins - Chitarra
- Bob Johnson - Chitarra, Banjo
- Marshall Grant - Basso
- W.S. Holland - Percussioni
- Maybelle Carter - Autoharp
- Bill Pursell - Pianoforte
- The Carter Family - Armonie Vocali

### Altri collaboratori
- Don Law - Produttore
- Frank Jones - Produttore
- Vic Anesini - Lavorazione del Master
- Frank Bez - Fotografia